# 硬頭銼甲鯰
硬頭銼甲鯰，為輻鰭魚綱鯰形目甲鯰科的其中一種，為亞熱帶淡水魚，分布於南美洲烏拉圭Santa Lucia河流域，體長可達10.6公分，棲息在底層水域，生活習性不明。

## 扩展阅读
維基物種上的相關：硬頭銼甲鯰